# Garica
Garica (olaszul: Garizza) falu Horvátországban Tengermellék-Hegyvidék megyében. Közigazgatásilag Vrbnikhez tartozik.

## Fekvése
Krk sziget keleti részén, községközpontjától 6 km-re északnyugatra, a krki hídtól 22 km-re fekszik.

## Története
A régészeti leletek tanúsága szerint vidékén már a történelem előtti időben is éltek emberek. Vrbniktől néhány kilométerre nyugatra a Garicára menő út mellett több őskori kőeszköz, szekerce, ék, kőkalapács és kőkés került elő. Annak bizonyítékai, hogy itt barlanglakó, állati bőrökbe öltözött, kőszerszámokat használó ősemberek éltek. Kőszekercét Garica mellett is találtak. 
A terület első ismert lakói az illírek törzsei a japodok voltak, majd őket a liburnok népe követte. Garica és Risika területén a Kostrilj nevű helyen illír település állt. Az illírek mezőgazdasággal, állattartással, kézművességgel foglalkoztak. Életükről írott források mellett cseréptöredékek, eszközök, fegyverek és ékszerek beszélnek. Az itt talált leletek közül néhány arany és fémtárgyat a zágrábi régészeti múzeumban őriznek. Településeiket magaslatokon építették és fallal kerítették körül. A közeli Krševan-hegyen is egy történelem előtti időből származó erőd állt, a falu mellett pedig ókori temetőt tártak fel. A rómaiak az 1. században szállták meg a szigetet. A horvátok a 6. század végén, a 7. század elején telepedtek itt le. A terület 1118-ban velencei uralom alá került, melynek nevében a dózse vazallusai a vegliai hercegek uralkodtak a szigeten. A település neve feltehetően a horvát „gar” (korom, pernye) főnévből származik, mely arra vonatkozhatott, hogy az erdő felégetésével keletkezett irtáson alapították. A vegliai hercegek uralma 1480-ig tartott, ekkor a köztársaság nyomására Frangepán Jánosnak át kellett adnia a szigetet Velencének. 1797-ben a napóleoni háborúk egyik következménye a Velencei Köztársaság megszűnése volt. Napóleon bukása után Krk szigete osztrák kézre került, majd 1918-ig az Osztrák-Magyar Monarchia része lett. A településnek 1857-ben 203, 1910-ben 318 lakosa volt. A košljuni ferences atyák 1905 és 1979 között világi egyesületet vezettek itt. A település iskoláját 1912-ben egy magánházban nyitották meg, első tanítója az omišalji Tome Jedrlinić volt. Az Osztrák–Magyar Monarchia bukását rövid olasz uralom követte, majd a település a Szerb–Horvát–Szlovén Királyság része lett. A második világháború idején előbb olasz, majd német csapatok szállták meg. A háborút követően újra Jugoszlávia, majd az önálló horvát állam része lett. 2011-ben 160 lakosa volt.

## Lakosság
| Lakosság változása | Lakosság változása | Lakosság változása | Lakosság változása | Lakosság változása | Lakosság változása | Lakosság változása | Lakosság változása | Lakosság változása | Lakosság változása | Lakosság változása | Lakosság változása | Lakosság változása | Lakosság változása | Lakosság változása | Lakosság változása |
| ------------------ | ------------------ | ------------------ | ------------------ | ------------------ | ------------------ | ------------------ | ------------------ | ------------------ | ------------------ | ------------------ | ------------------ | ------------------ | ------------------ | ------------------ | ------------------ |
| 1857               | 1869               | 1880               | 1890               | 1900               | 1910               | 1921               | 1931               | 1948               | 1953               | 1961               | 1971               | 1981               | 1991               | 2001               | 2011               |
| 203                | 224                | 276                | 287                | 313                | 318                | 332                | 355                | 367                | 347                | 294                | 242                | 183                | 157                | 149                | 160                |

## Nevezetességei
- Szent Péter apostol tiszteletére szentelt plébániatemploma 1870 és 1873 között épült a régebbi, 1793-ban épített plébániatemplom helyén. A templom egyhajós, négyszög alaprajzú, négyszögletes apszissal. Római típusú harangtornya a homlokzat felett magasodik, benne három haranggal, melyek közül a legrégebbit 1702-ben öntötték és valószínűleg a régi Szent Krizogonusz templomból hozták ide át. A két lépcső magassággal megemelt szintű szentélyt diadalív választja el a templomhajótól. A fából faragott főoltár képén Szent Péter látható, amint Jézustól átveszi a mennyek kulcsait. Két oldalt a járványok elleni oltalom védőszentjei Szent Fábián és Szent Rókus állnak. A diadalív két oldalán álló Jézus Szíve és a Lourdes-i Szűzanya mellékoltárok 1908-ban készültek. A hajót kazettás famennyezet fedi. A fából készített kórust 1890-ben építették, két oszlop tartja a bejárat felett. A templomot negyven évvel felépülése után 1913. július 13-án szentelte fel Antun Mahnić püspök.[2]
- Szent Krizogonusz (Sveti Krševan) ókeresztény vértanú tiszteletére szentelt temploma valószínűleg a 12. században épült, ma romokban áll. 1793-ig a mai plébániatemplom elődjének felépültéig ez volt a falu temploma, később azonban elhagyták. A 19. században már romos volt és többé nem javították ki.[2]